# نام جوهيوك
نام جو هيوك هو ممثل وعارض أزياء كوري جنوبي ولد في يوم 22 فبراير 1994 في مدينة بوسان. بدأ التمثيل في سنة 2013 ومثل في من أنت: المدرسة في 2015 و مقاواة كيم بوكجو الخيالي في 2016 و زفاف هابيك في 2017 والضوء في عينيك في 2019.

## فيلموغرافيا

### مسلسلات تلفزيونية
| عام  | عوان                            | قناة البث   | الدور                | Ref.  |
| ---- | ------------------------------- | ----------- | -------------------- | ----- |
| 2014 | The Idle Mermaid                | تي في ان    | بارك داي باك         |       |
| 2015 | Who Are You: School 2015        | كي بي إس 2  | هان يي ان            |       |
| 2015 | Glamorous Temptation            | ام بي سي    | جين هيونغ وو (الشاب) | [ 3 ] |
| 2016 | Cheese in the Trap              | تي في ان    | كوون اون تايك        |       |
| 2016 | Moon Lovers: Scarlet Heart Ryeo | اس بي اس    | 13 الأمير بايك آه    | [ 4 ] |
| 2016 | Weightlifting Fairy Kim Bok-joo | ام بي سي    | جونغ جون هيونغ       |       |
| 2017 | The Bride of Habaek             | تي في ان    | هاي بايك             |       |
| 2019 | Dazzling                        | جي تي بي سي | لي جون ها            |       |
| 2020 | The School Nurse Files          | نتفليكس     | هونغ اين بيو         |       |
| 2020 | Start-Up                        | تي في ان    | نام دو سان           |       |
| 2022 | Twenty-Five Twenty-One          | تي في ان    | بايك يي جين          | [ 5 ] |

### سلسلة ويب
| عام  | عنوان               | الدور       | المراجع     |
| ---- | ------------------- | ----------- | ----------- |
| 2020 | ملفات ممرضة المدرسة | هونغ إن بيو | [ 6 ]       |
| 2023 | اليقظة              | كيم جي يونغ | [ 7 ] [ 8 ] |

## روابط خارجية
- نام جوهيوك على موقع IMDb (الإنجليزية)
- نام جوهيوك على موقع قاعدة بيانات الفيلم (الإنجليزية)
- نام جوهيوك على موقع كينوبويسك (الروسية)